# Kita-ku (Nagoya)
Pour les articles homonymes, voir Kita-ku.
Kita (北区, Kita-ku) est l'un des seize arrondissements de la ville de Nagoya au Japon. Il est situé au nord de la ville.
En 2016, sa population est de 163 413 habitants pour une superficie de 17,53 km2, ce qui fait une densité de population de 9 320 hab./km2.

## Histoire
L'arrondissement a été créé en 1944.

## Transport publics
L'arrondissement est desservi par plusieurs lignes ferroviaires :
- les lignes Meijō et Kamiiida du métro de Nagoya,
- les lignes Seto et Komaki de la Meitetsu.

L'aéroport de Nagoya se trouve dans l'arrondissement.